# Ugo Lupo
Ugo Lupo (Hokey Wolf) è un personaggio immaginario, protagonista di un segmento delle ultime due stagioni della serie televisiva a cartoni animati Braccobaldo Show, prodotte tra il 1960 e il 1961 dalla Hanna-Barbera. In Italia fu mandato in onda su RaiUno, Cartoon Network, Boomerang e Italia 1.

## Produzione e trasmissione
La creazione iniziale di Ugo Lupo è avvenuta quando era necessario un altro segmento, perché la crescente popolarità dell'Orso Yoghi nelle apparizioni precedenti ha garantito una promozione al suo spettacolo omonimo. Come risultato del cambio di programma, Ugo Lupo ha fatto il suo debutto a metà della terza stagione di Braccobaldo Show ed è diventato un'apparizione regolare in seguito in questo segmento. La colonna sonora di Ugo Lupo per il suo segmento dello spettacolo è stata composta da Hoyt Curtin e ha utilizzato una versione strumentale del ritornello di "Hail, Hail, the Gang's All Here".
Durante ogni episodio, Hokey di solito cercava di ingannare diversi personaggi con schemi di furto di cibo e/o di trovare un posto dove stare senza costi, solo che la maggior parte di questi trucchi si ritorcevano contro di lui in un modo o nell'altro.
Vennero prodotti 28 episodi di sette minuti l'uno trasmessi all'interno delle due ultime stagioni del programma Braccobaldo Show, tra il 1960 e il 1961.

## Trama
Ugo Lupo è un lupo truffatore antropomorfo sempre pronto ad imbrogliare il prossimo per rendersi la vita più semplice; tuttavia al termine di ogni episodio i suoi piani falliscono. È spesso accompagnato dal suo giovane e minuto assistente Ding-A-Ling.

## Personaggi e doppiatori
- Ugo Lupo (in originale: Hokey Wolf), voce originale di Daws Butler, italiana di Lino Troisi.
- Ding-A-Ling Wolf, voce originale di Doug Young, italiana di Alida Cappellini.

## Episodi

### Prima Stagione
| Nº | Titolo originale     | Titolo italiano                  | Prima TV USA      | Prima TV Italia |
| -- | -------------------- | -------------------------------- | ----------------- | --------------- |
| 1  | Trick and Treats     | Una nuova terapia                | 11 settembre 1960 | 15 luglio 1969  |
| 2  | Hokey Dokey          | Il ritorno dei tre porcellini    | 18 settembre 1960 | 17 luglio 1969  |
| 3  | Lamb-Basted Wolf     | Al lupo, al lupo                 | 25 settembre 1960 | 19 luglio 1969  |
| 4  | Which Witch Is Witch | La strega imprigionata           | 2 ottobre 1960    | 21 luglio 1969  |
| 5  | Pick a Chick         | Le galline restituite            | 9 ottobre 1960    | 23 luglio 1969  |
| 6  | Robot Plot           | Il robot programmato             | 16 ottobre 1960   | 25 luglio 1969  |
| 7  | Castle Hassle        | Il castello della regina cattiva | 30 ottobre 1960   | 27 luglio 1969  |
| 8  | Booty on the Bounty  | Premio su premio                 | 6 novembre 1960   | 29 luglio 1969  |
| 9  | Hokey in the Pokey   | Ugo nei pasticci                 | 13 novembre 1960  | 31 luglio 1969  |
| 10 | Who's Zoo            | Pranzo allo zoo                  | 20 novembre 1960  | 2 agosto 1969   |
| 11 | Dogged Sheep Dog     | Scuola per cane pastore          | 27 novembre 1960  | 4 agosto 1969   |
| 12 | Too Much to Bear     | Troppo per un orso bruno         | 4 dicembre 1960   | 6 agosto 1969   |

### Seconda Stagione
| Nº | Nº tot. | Titolo originale            | Titolo italiano                  | Prima TV USA      | Prima TV Italia   |
| -- | ------- | --------------------------- | -------------------------------- | ----------------- | ----------------- |
| 1  | 13      | Movies Are Bitter Than Ever | Cinema più amaro che mai         | 18 agosto 1961    | 8 agosto 1969     |
| 2  | 14      | Poached Yeggs               | Cacciatori di frodo              | 25 agosto 1961    | 10 agosto 1969    |
| 3  | 15      | Rushing Wolf Hound          | Il lupo inseguito dal cane       | 1º settembre 1961 | 12 agosto 1969    |
| 4  | 16      | The Glass Sneaker           | La scarpa da tennis di cristallo | 8 settembre 1961  | 14 agosto 1969    |
| 5  | 17      | Indian Giver                | Benefattore degli indiani        | 15 settembre 1961 | 16 agosto 1969    |
| 6  | 18      | Chock Full Chuck Wagon      | Un carro carico di provviste     | 22 settembre 1961 | 18 agosto 1969    |
| 07 | 19      | Bring 'Em Back a Live One   | Una lezione di caccia            | 29 settembre 1961 | 20 agosto 1969    |
| 8  | 20      | A Star Is Bored             | Alla conquista di Hollywood      | 6 ottobre 1961    | 22 agosto 1969    |
| 9  | 21      | West of the Pesos           | Cacciatore di taglie             | 13 ottobre 1961   | 24 agosto 1969    |
| 10 | 22      | Phony-O and Juliet          | Marameo e Giulietta              | 20 ottobre 1961   | 26 agosto 1969    |
| 11 | 23      | Hokey's Missing Millions    | Ugo miliardario mancato          | 27 ottobre 1961   | 28 agosto 1969    |
| 12 | 24      | Loot to Boot                | Lupi da guardia                  | 3 novembre 1961   | 30 agosto 1969    |
| 13 | 25      | Guesting Games              | Camera con... svista             | 10 novembre 1961  | 1º settembre 1969 |
| 14 | 26      | Sick Sense                  | Terapia intensiva                | 17 novembre 1961  | 3 settembre 1969  |
| 15 | 27      | Aladdin's Lamb Chops        | La lampada di Aladino            | 24 novembre 1961  | 5 settembre 1969  |
| 16 | 28      | Bean Pod'ners               | I fagioli magici                 | 1º dicembre 1961  | 7 settembre 1969  |